# Shanghai Golden Grand Prix 2014
Navigation
Édition précédente Édition suivante
Le Shanghai Golden Grand Prix 2014 s'est déroulé le 18 mai 2014 au Stade de Shanghai, en Chine. Il s'agit de la deuxième étape de la Ligue de diamant 2014.

## Résultats

### Hommes
| Épreuve           | Vainqueur                             | Second                               | Troisième                        |
| ----------------- | ------------------------------------- | ------------------------------------ | -------------------------------- |
| 100 m             | Justin Gatlin 9 s 92 (WL)             | Nesta Carter 10 s 12 (SB)            | Mike Rodgers 10 s 18             |
| 800 m             | Robert Biwott 1 min 44 s 69 (PB)      | Taoufik Makhloufi 1 min 44 s 73      | André Olivier 1 min 44 s 85 (SB) |
| 5 000 m           | Yenew Alamirew 13 min 4 s 83 (MR)     | Thomas Longosiwa 13 min 5 s 44       | Hagos Gebrhiwet 13 min 6 s 88    |
| 110 m haies       | Xie Wenjun 13 s 23 (PB)               | Pascal Martinot-Lagarde 13 s 26 (SB) | David Oliver 13 s 28             |
| 400 m haies       | Michael Tinsley 48 s 77 (MR)          | Mamadou Kasse Hanne 48 s 86 (SB)     | Bershawn Jackson 48 s 92         |
| Saut à la perche  | Renaud Lavillenie 5,92 m (WL, MR)     | Konstadínos Filippídis 5,62 m (SB)   | Xue Changrui 5,62 m              |
| Triple saut       | Lyukman Adams 17,10 m                 | Lázaro Martínez 16,76 m              | Dong Bin 16,69 m                 |
| Lancer du poids   | Christian Cantwell 21,73 m (MR)       | Joe Kovacs 21,52 m (PB)              | Ryan Whiting 21,31 m (SB)        |
| Lancer du javelot | Ihab Abdelrahman 89,21 m (AR, WL, MR) | Kim Amb 84,14 m                      | Vítězslav Veselý 83,80 m         |

### Femmes
| Épreuve          | Vainqueur                            | Seconde                            | Troisième                        |
| ---------------- | ------------------------------------ | ---------------------------------- | -------------------------------- |
| 200 m            | Blessing Okagbare 22 s 36 (MR)       | Anthonique Strachan 22 s 50 (SB)   | Kimberlyn Duncan 22 s 96         |
| 400 m            | Novlene Williams-Mills 50 s 31       | Amantle Montsho 50 s 37 (SB)       | Stephenie McPherson 50 S 54 (SB) |
| 1 500 m          | Abeba Aregawi 3 min 58 s 72 (WL)     | Jennifer Simpson 4 min 0 s 42 (SB) | Sifan Hassan 4 min 1 s 19 (NR)   |
| 3 000 m steeple  | Emma Coburn 9 min 19 s 80 (WL)       | Sofia Assefa 9 min 25 s 76         | Hiwot Ayalew 9 min 27 s 25       |
| Saut en hauteur  | Ana Šimić 1,97 m (WL)                | Inika McPherson 1,92 m             | Ruth Beitia 1,92 m               |
| Saut en longueur | Blessing Okagbare 6,86 m (MR)        | Ivana Španović 6,85 m (NR)         | Sostene Moguenara 6,79 m         |
| Lancer du disque | Sandra Perković 70,52 m (WL, MR, NR) | Dani Samuels 67,89 m               | Mélina Robert-Michon 62,66 m     |

## Légende
Records et Performances
- AR : Record continental (area record)
- CR : Record des championnats (championship record)
- MR : Record du meeting (meet record)
- NR : Record national (national record)
- OR : Record olympique (olympic record)
- PR : Record paralympique (paralympic record)
- PB : Record personnel (personal best)
- SB : Meilleure performance personnelle de la saison (season's best)
- WL : Meilleure performance mondiale de l'année (world leader)
- WJR : Record du monde junior (world junior record)
- WR : Record du monde (world record)

Circonstances et Conditions
- DNF : N'a pas terminé (did not finish)
- DNS : N'a pas pris le départ (did not start)
- DQ : Disqualification (disqualification)
- NM : Aucun essai valable enregistré (No Mark)
- Q : Qualifié « directement » au prochain tour (ou à la prochaine compétition), lors d'une compétition majeure, grâce au classement ou à la réalisation des minima (automatic qualifier)
- q : Qualifié au prochain tour (ou à la prochaine compétition), lors d'une compétition majeure, grâce au repêchage ou à la réalisation de l'une des meilleures performances parmi celles des « non qualifiés directement » (grâce au meilleur temps ou à la meilleure distance par exemple) (secondary qualifier)